# 다우 존스
다우 존스(영어: Dow Jones & Company)는 미국의 경제 관련 유명 기업이다.

## 역사
1882년 찰스 다우, 에드워드 존스, 찰스 버그스트레서가 출자해 뉴욕 증권 거래소 근접 지역에 설립한 것이 그 시초로, 처음에 월 스트리트에 배포하는 것을 시작으로 1889년 7월에 월스트리트 저널이 창간된다. 또한 1896년에는 ‘다우 평균’이라고 하는 다우 존스 산업평균지수라는 제도를 마련하여, 뉴욕 주식의 지침서로 폭넓게 활용된다.